# IJzerverliezen
IJzerverliezen of kernverliezen is een vorm van energieverlies die ontstaat in de kern van een elektromagneet wanneer deze door een wisselende elektrische stroom wordt gemagnetiseerd. Het grootste gedeelte van deze energie wordt vrijgegeven in de vorm van warmte, maar is soms ook hoorbaar als een lage "brom", als gevolg van magnetostrictie.
IJzerverliezen bestaan uit hysteresis-, wervelstroom- en zwerfstroomverliezen.

## Hysteresisverlies

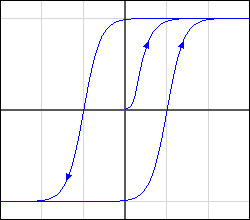
Hysteresislus

Hysteresisverlies wordt veroorzaakt door remanent magnetisme dat in de kern achterblijft wanneer de kern met een wisselstroom afwisselend gemagnetiseerd en gedemagnetiseerd wordt. Het periodiek omklappen van de magnetische dipooltjes kost arbeid, die in warmte wordt omgezet. Hoe groter het ingesloten oppervlak van de hysteresislus, des te groter het verlies per ompoling. Bij een toenemende frequentie zal het verlies verder toenemen omdat de hysteresislus dan vaker doorlopen moet worden.
{\displaystyle P_{\text{hyst}}=c_{\text{hyst}}\cdot f\cdot B_{\text{max}}^{1{,}6}}
Waarin:
{\displaystyle P_{\text{hyst}}} het hysteresisverlies is
{\displaystyle c_{\text{hyst}}}  de hysteresisverliesfactor is
{\displaystyle f}  de frequentie is
{\displaystyle B_{\text{max}}}  de maximale inductie is
De grootte van de hysteresisverliesfactor wordt bepaald door de samenstelling van het materiaal. Hysteresisverlies kan beperkt worden gehouden door de kern op te bouwen uit materialen die eenvoudig gemagnetiseerd (en dus ook gedemagnetiseerd) kunnen worden, zoals weekijzer of ferriet.

## Wervelstroomverlies
Wervelstroomverlies wordt veroorzaakt door wervelstromen die door de magneetkern lopen. Wervelstroomverlies wordt op twee verschillende manieren beperkt. In de eerste plaats kan de elektrische weerstand van het ijzer vergroot worden, door een ijzerlegering met silicium te gebruiken. In de tweede plaats door de magneetkern te lamelleren, ofwel de kern opbouwen uit dunne platen die onderling geïsoleerd zijn door een zeer dun papier- of laklaagje.
{\displaystyle P_{\text{werv}}=c_{\text{werv}}\cdot d^{2}\cdot f^{2}\cdot B_{\text{max}}^{2}}
Waarin:
{\displaystyle P_{\text{werv}}}  het wervelstroomverlies is
{\displaystyle c_{\text{werv}}}  de wervelstroomverliesfactor is
{\displaystyle d}  dikte van de lamellen is
{\displaystyle f}  de frequentie is
{\displaystyle B_{\text{max}}}  de maximale inductie is
De wervelstroomverliesfactor is onder andere omgekeerd evenredig met de soortelijke weerstand van het materiaal.

## Verliesgetallen
Met de bovengenoemde formules kan weliswaar afzonderlijk het hysteresis- en wervelstroomverlies bepaald worden, maar beide vormen kunnen niet afzonderlijk gemeten worden. Om toch een indicatie te geven van de ijzerverliezen in zachtmagnetisch materialen zijn de verliesgetallen V10 en V15 bedacht.
- V10 geeft het totale ijzerverlies in W/kg aan dat ontstaat in 1 kilogram zachtmagnetisch materiaal als bij sinusvormige magnetisering een fluxdichtheid B aanwezig is met een top waarde die gelijk is aan 1 tesla bij een frequentie van 50 hertz.
- V15 is gelijk aan V10, met dien verschil dat de topwaarde van de fluxdichtheid 1,5 tesla bedraagt.

## Zwerfstroomverlies
Het deel van de magnetische flux dat buiten de magneetkern loopt kan door inductie zwerfstromen veroorzaken. De verliezen die met deze zwerfstromen gepaard gaan worden vaak verwaarloosd, omdat ze vele malen kleiner zijn dan de eerder genoemde hysteresis- en wervelstroomverliezen. Bij het ontwerp van elektromotoren moet men wel rekening houden met deze stromen omdat ze een hogere slijtage kunnen veroorzaken in metalen lagers.